# Носков, Николай Иванович (музыкант)
Никола́й Ива́нович Носко́в (род. 12 января 1956, Гжатск, Гжатский район, Смоленская область, РСФСР, СССР) — советский и российский музыкант, певец и композитор. Заслуженный артист Российской Федерации (2018). Обладатель российских музыкальных премий «Золотой граммофон» (1996, 1998, 1999, 2000, 2015) и «Овация» (1999).

## Биография
Родился 12 января 1956 года в городе Гжатске Смоленской области (ныне — город Гагарин) в рабочей семье. Отец, Иван Александрович Носков, работал на мясокомбинате, в конце 1970-х годов погиб, спасая утопающего. Мать, Екатерина Константиновна Носкова, трудилась дояркой.
Когда Николаю исполнилось 8 лет, семья переехала в город Череповец Вологодской области.
В школьные годы участвовал в художественной самодеятельности. В 14 лет получил первую премию как лучший певец на региональном конкурсе.
Профессионального музыкального образования не имеет, получил специальность электрика в ПТУ. Самостоятельно выучился игре на фортепиано, гитаре и ударных.
В 1974—1976 годах проходил срочную военную службу в рядах Советской армии, служил в воинской части морской авиации Северного флота, под Мурманском, играл на трубе в военном духовом оркестре. После службы в армии вернулся в Череповец, где работал музыкантом в одном из ресторанов.

### Ранние годы творчества (1977—1987)
В 1977 году Николай Носков переехал в Москву.
С 1978 по 1979 годы был солистом вокально-инструментального ансамбля (ВИА) «Надежда» под руководством Михаила Плоткина.
Участвовал в совместных проектах со многими отечественными и зарубежными композиторами и музыкантами, в числе которых Александр Зацепин и Эдуард Артемьев.
Я тогда только-только приехал в Москву. Я ещё никого не знал, ещё с Лёшкой Беловым не встретились, ещё до группы «Москва» было время. Когда я приехал в Москву, я, честно говоря, на русском ни одной песни до конца не знал. На слуху, но слов-то я не знаю. В ресторане я пел на английском. Я пел Eagles, всяких там артистов. В Москву приехал — мне говорят: прослушиваться. У меня аж ступор был. Я ни одной песни не знаю. Ну, знаю, например, припев в одной, в другой — запев. То есть я толком вообще ничего не знал. И вся эта ситуация очень напрягала. Сначала у меня был ансамбль «Ровесники». Там я застрял на полгода, ушёл со скандалом, потому что сказал худруку: «Я больше не могу ходить вот так шеренгой». Все вместе — пятнадцать певцов, и все ходят вперёд-назад, вперёд-назад. Я так походил месяца три и говорю: всё, я не могу. И эти песенки — «А птицы летят высоко-высоко…» («Наташка» песня)… Там целое собрание было, меня обсуждали, казнили… Потом мне кто-то сказал — ВИА «Надежда», там нужен вокалист. Я туда пришёл, мне Плоткин на ушко: «Готовь Сашкины песни». Барабасы — они же всё ставят как в шахматах. Ты вроде поднимаешься, и для того, чтобы ты назад смотрел — тебе всё время подставляют кого-то, кто тебя может заменить. <…> Но Миша Плоткин — ему можно сказать огромное спасибо за это, — он всё-таки музыкантам давал выразиться: Вовка Кузьмин писал какие-то песни, приносил, и Миша их брал. Я пел песню Вовки Кузьмина!.
С 1981 года выступал с ВИА «Москва», с которым в 1982 году как лидер-вокалист и гитарист, под руководством Давида Тухманова, записал альбом «НЛО» на фирме «Мелодия».
С весны 1984 года по начало сентября 1985 года работал основным солистом ВИА «Поющие сердца» под руководством Виктора Векштейна.
В 1987 году исполнил несколько песен для художественного фильма «Остров погибших кораблей» и параллельно работал с хард-роковой группой «Гран-при».

### Группа «Парк Горького» (1987—1990)

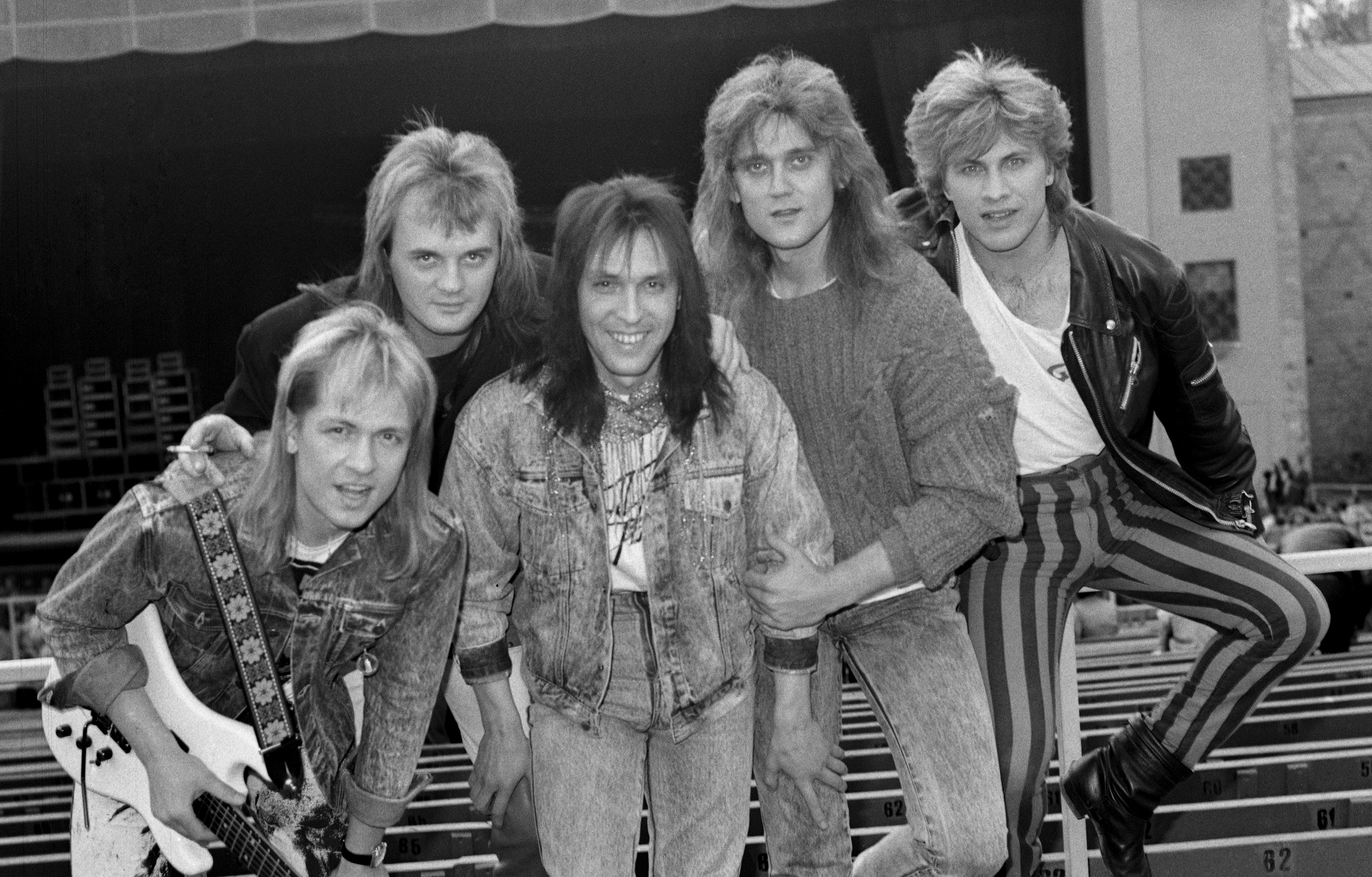
В составе группы «Парк Горького» с Алексеем Беловым, Александром Львовым, Александром Миньковым (Александром Маршалом) и Александром Яненковым, 1988 год

В 1987 году Николай Носков, работавший тогда в подмосковном ресторане «Русь», был приглашён Стасом Наминым в его новый проект «Парк Горького» как лидер-вокалист. По словам Намина, сама группа в значительной степени создавалась под Носкова: «Носков никогда раньше со мной не работал, но был, с моей точки зрения, единственным российским вокалистом мирового уровня. Носков работал тогда в подмосковном ресторане „Русь“, так как его манера и стиль были не востребованы в стране. Я позвонил ему и предложил стать лидер-вокалистом новой группы, рассказав о своих амбициозных планах. Носкову, конечно, это было очень интересно. Но когда он узнал, что я уже взял в группу Алексея Белова, с которым Николай играл в группе „Москва“, он отказался от предложения, сказав, что имеет опыт работы с ним и знает ему цену. Мне пришлось его долго уговаривать, убеждая, что Белов не сможет навредить проекту и развалить группу. И Николай согласился».
Песня Николая Носкова «Bang» занимала первые строчки в хит-парадах на радиостанциях США, а в Скандинавии её признали песней года. Видеоклип этой песни поднимался до 3-й строчки в чартах MTV; альбом Gorky Park в 1989 году занял 81-е место в списке двухсот самых популярных альбомов журнала «Billboard».
Коллектив выступил на знаменитом «Московском музыкальном фестивале мира» (англ. Moscow Music Peace Festival) в Лужниках перед 150 000 зрителей.
Вместе с Джоном Бон Джови и Клаусом Майне в 1989 и 1990 годах соответственно записал песни, исполненные дуэтом.
В 1990 году Носков перенёс операцию на связках и покинул группу «Парк Горького» (его место занял Александр Маршал).

### Сольное творчество (с 1993)

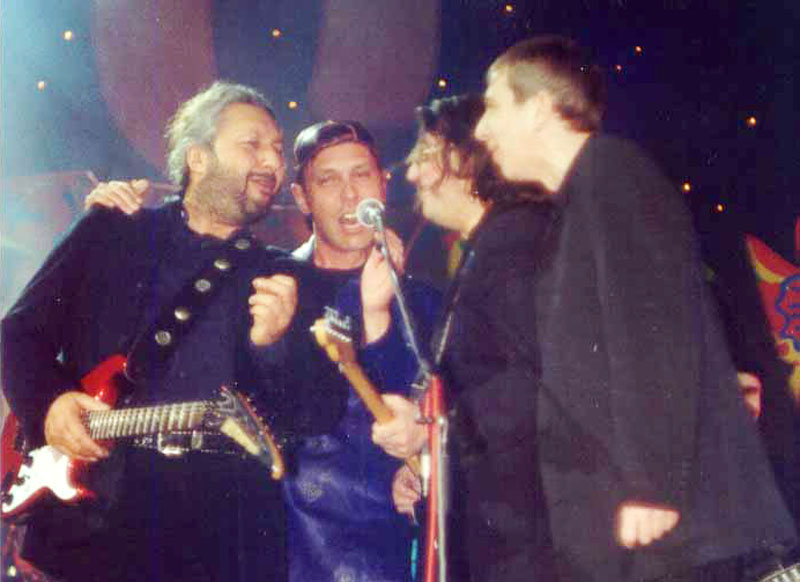
Слева направо: Стас Намин, Николай Носков, Александр Градский, Алексей Романов. 2001 год.

В 1993 году Николай Носков начал сольный проект совместно с Дмитрием Четверговым, создав группу «Николай». С ней в 1994 году записал альбом Mother Russia на английском языке, который, однако, не получил признание ни в России, ни за рубежом.
С 1996 по 2000 год Носков работает с продюсером Иосифом Пригожиным. В эти годы появляются музыкальные альбомы «Блажь» (1998), «Паранойя» (1999), «Дышу тишиной» (2000). Разноплановые сольные композиции Носкова «Романс», «Я тебя люблю», «Паранойя», «Это здорово» получают ротацию на телевидении и широкое признание публики. Творческие успехи Носкова были отмечены российскими музыкальными премиями «Золотой граммофон» (1996, 1998, 1999, 2000) и «Овация» (1999).
10 октября 2000 года в Государственном Кремлёвском дворце Николай Носков представил концертную программу «Дышу тишиной» в сопровождении симфонического оркестра Musica Viva под управлением Александра Лаврова, где выступил не только как исполнитель, но и как режиссёр-постановщик.
В 2002 году Николай Носков учредил благотворительный фонд поддержки этнической музыки «Дикий мёд».
В 2003 и в 2006 году еще две концертные программы, где Носков выступил и как режиссёр-постановщик, были представлены в Государственном Кремлёвском дворце: «Ра-дуга» (28 февраля 2003 года) и «По пояс в небе» (11 марта 2006 года).
10 и 11 апреля 2004 года в Государственном Кремлёвском Дворце прошли большие авторские концерты Давида Тухманова «Притяжение любви» в которых принял участие Николай Носков.
Альбом 2006 года «По пояс в небе» получил противоречивые отзывы — от совершенно восторженных до язвительно-насмешливых.

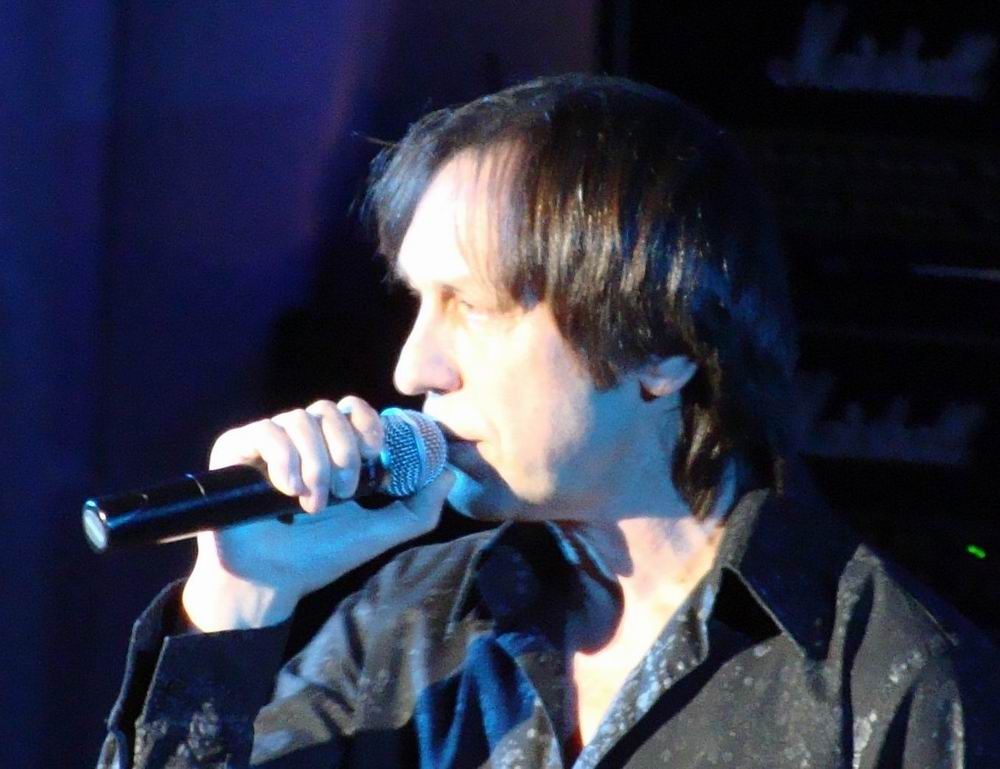
Николай Носков на сцене ЦКиОМ Северодвинска, 2009 год.

В 2011 году исполнил песню «Мелодия» поэта Николая Добронравова и композитора Александры Пахмутовой в музыкальной телепередаче «Достояние республики», которая заняла первое место в финале программы.
В июне 2011 года закончил работу над своим новым альбомом, который называется «Оно того стоит». За пять лет это первый альбом музыканта, который пояснил, что не хочет штамповать новые песни, так как он не любит спешить.
В 2012 году Носков записал альбом «Без названия». Запись альбома происходила в Германии в студии продюсера Хорста Шнебеля.
По состоянию на октябрь 2016 года записывал шестой студийный альбом, который, по его словам, будет «рок-н-рольным», и в качестве бонуса будут три инструментальные композиции в исполнении квартета Magnetic Fantasy. Записаны три песни — «Нет, не годы», «Оно того стоит», «Седые дети». После болезни он снова начал работать над своим альбомом, записывая песни включая «I wanna be crazy now», «Живой» и дуэт с белорусским певцом IVAN’ом, релиз песен и альбома неизвестен.
Автор текстов 12 песен Николая Носкова — поэт из Подольска Алексей Чуланский («Дай мне шанс», «Снег», «Мой друг», «Солнце» и других).
9 декабря 2020 года провёл бесплатный онлайн-концерт при участии Виктора Дробыша, IVAN’а, Наргиз и Стаса Пьехи.
В настоящее время Николай Носков продолжает концертную деятельность. 8 марта 2025 года в КЗ Москва с огромным успехом прошел концерт.

### Здоровье
28 марта 2017 года Носков попал в больницу в тяжёлом состоянии из-за тромба в шейном отделе. В больнице у него также диагностировали инсульт.
12 августа 2018 года гитарист группы «Парк Горького» Алексей Белов рассказал о состоянии бывшего участника группы Николая Носкова, который пережил инсульт:
Коля сейчас очень болен, у него был инсульт. Он находится в таком состоянии… Представляете, что значит пережить инсульт. Мы всех просим молиться о его здоровье и будем стараться делать всё, чтобы врачи смогли поставить его на ноги.

17 сентября 2018 года поступило сообщение, что музыкант повторно попал в больницу с инсультом. Однако близкий к артисту источник заявил агентству «Москва», что информация о госпитализации не соответствует действительности: 
Он не госпитализирован. Насколько я знаю, находится у себя дома и чувствует себя хорошо.
Осенью 2018 года Носков впервые появился на публике после болезни, и в ноябре того же года, заручившись поддержкой Виктора Дробыша, продолжил прерванную работу над новым альбомом «Живой».
В ноябре 2019 года состоялось выступление Носкова с песней «Снег» в программе «Вечерний Ургант». 9 декабря 2019 года прошёл первый за несколько лет большой сольный концерт в Crocus City Hall. В декабре 2019 года снялся в новогоднем «Квартирнике у Маргулиса» с той же песней «Снег».
В январе 2020 года было объявлено о продолжении концертной деятельности Николая Носкова с концертной программой «Живой».
28 августа 2022 года Носков появился как специальный гость на концерте нового состава группы «Парк Горького» в рамках фестиваля к 35-летию Центра Стаса Намина. Вместе с музыкантами он спел «Bang», а потом под инструментальную фонограмму свою песню «Это здорово».

### Личная жизнь
Жена — Марина. Дочь — Екатерина (род. 1990) и три внука. Вегетарианец.

## Сессионная группа
- IVAN — бэк-вокал
- Владимир Иванов — гитара
- Андрей Травкин— бас-гитара
- Олег Ховрин — ударные инструменты
- Игорь Нестерович  — клавишные инструменты

## Дискография
В составе ансамбля «Москва»
- 1981 — Игра в любовь (EP)
- 1982 — НЛО

В составе группы «Гран-при»
- 1988 — К телеологии (EP)

В составе группы «Парк Горького»
- 1989 — Gorky Park

В составе группы «Николай»
- 1994 — Mother Russia

Студийные сольные альбомы

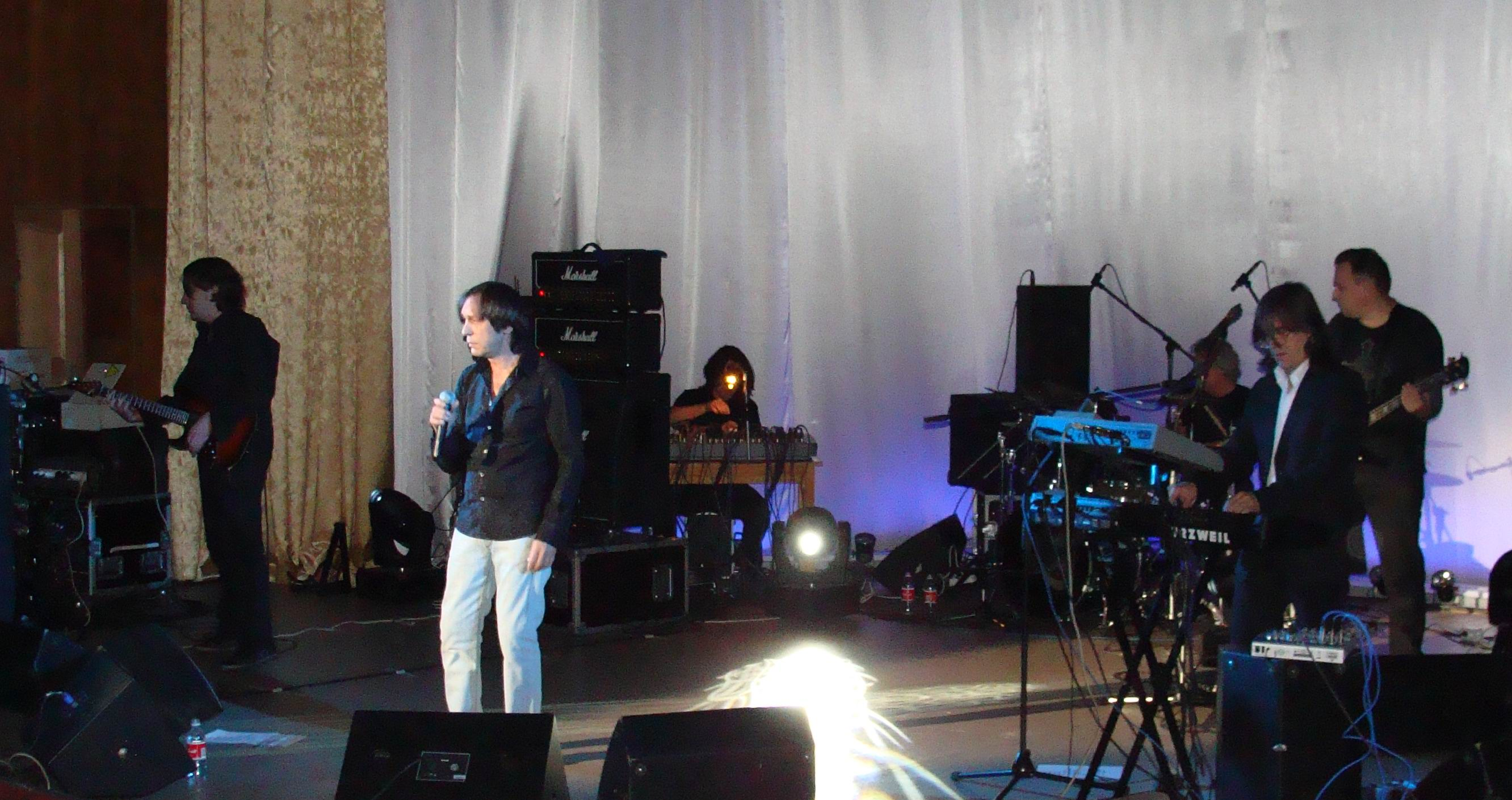
ЦКиОМ Северодвинска, 2009 год.

- 1998 — Блажь (другое название — «Я тебя люблю»)
- 1999 — Паранойя (другое название — «Стёкла и бетон»)
- 2000 — Дышу тишиной
- 2006 — По пояс в небе
- 2011 — Оно того стоит
- 2012 — Без названия
- 2019 — Живой

Сборники
- 2001 — Лучшие песни с симфоническим оркестром (другое название — Live)
- 2002 — Лучшие песни (другое название — Best)
- 2003 — Океан любви
- 2006 — Исповедь
- 2008 — Лучшие песни
- 2008 — Дышу тишиной
- 2016 — The Best

## Видеоклипы
| Год  | Клип                       | Режиссёр           | Альбом           |
| ---- | -------------------------- | ------------------ | ---------------- |
| 1996 | «Я не модный»              |                    | «Блажь»          |
| 1997 | «Дай мне шанс»             | Юрий Носков        | «Блажь»          |
| 1997 | «На Руси»                  |                    | «Блажь»          |
| 1998 | «Я тебя люблю»             | А. Петросян        | «Блажь»          |
| 1998 | «Романс»                   | Юрий Носков        | «Дышу тишиной»   |
| 1999 | «Паранойя»                 | Олег Погодин       | «Паранойя»       |
| 1999 | «Снег»                     | Олег Погодин       | «Паранойя»       |
| 2000 | «Это здорово»              | Павел Владимирский | «Дышу тишиной»   |
| 2001 | «Дельтаплан»               | Олег Гусев         | N/A              |
| 2003 | «Спасибо»                  | Терри              | «По пояс в небе» |
| 2005 | «На меньшее я не согласен» | Галина Швейковская | «По пояс в небе» |
| 2009 | «Павшим друзьям»           |                    | TBA              |
| 2012 | «Мёд»                      | Роберт Брелохс     | Без названия     |

## Признание заслуг

### Государственные награды, звания, премии
- 2018 — почётное звание «Заслуженный  артист Российской Федерации» (19 июля 2018 года)[1].

#### Ведомственные награды Российской Федерации
- 1999 — медаль «За укрепление боевого содружества» Министерства обороны Российской Федерации[42].
- 1999 — медаль «За службу на Кавказе» МВД России[42].
- 2003 — нагрудный знак «За содействие МВД» Министерства внутренних дел Российской Федерации (10 июня 2003 года) —«за активное участие в культурных и благотворительных акциях, проводимых МВД России, а также за выступления перед ранеными в госпиталях МВД России»[43].
- 2009 — премия ФСБ России в номинации «Музыкальное искусство» (вторая премия) за 2009 год — за исполнение песни «Павшим друзьям»[44].

### Общественные награды и премии

#### Премия «Золотой граммофон»[45][46]
| Год  | Награда             | Категория | Номинированная работа | Результат |
| ---- | ------------------- | --------- | --------------------- | --------- |
| 1996 | «Золотой граммофон» | Песня     | «Я не модный»         | Победа    |
| 1998 | «Золотой граммофон» | Песня     | «Я тебя люблю»        | Победа    |
| 1999 | «Золотой граммофон» | Песня     | «Паранойя»            | Победа    |
| 2000 | «Золотой граммофон» | Песня     | «Это здорово»         | Победа    |
| 2015 | «Золотой граммофон» | Песня     | «Это здорово»         | Победа    |

#### Премия «Овация»
- 2000 — премия «Овация» в номинации «Стильный вокалист на эстраде» за 1999 год (27 апреля 2000 года)[47].

#### Другие награды
- 1992 — премия «Профи»[46].
- 1999 — медаль «Ревнителю русской словесности» Международного общества пушкинистов[46].
- 2006 — медаль «За благородные дела во славу Отечества» Российской геральдической палаты (17 июля 2006 года) — «за вклад в развитие российского шоу-бизнеса»[48].
- 2020 — Российская национальная музыкальная премия «Виктория» в номинациях «Лучший рок-исполнитель» и «Концерт года» («Живой»)[49].
- 2022 — премия SandlerFest за вклад в музыкальную культуру[50].
- 2024 — премия SandlerFest[51].